# 倉島亜由美
倉島 亜由美（くらしま あゆみ、1977年 - ）は、日本のアニメーター、キャラクターデザイナー。東京都出身。ダイゾウプロダクション出身。ボンズと関わることが多い。夫はアニメーターの奥村正志。
原画、作画監督、キャラクターデザインなどを手掛ける。

## 参加作品

### テレビアニメ
1997年
- 中華一番!（1997年 - 1998年） - 動画

1999年
- HUNTER×HUNTER（1999年 - 2001年） - 原画（14話）

2000年
- はじめの一歩（2000年 - 2002年） - 原画（68話）

2001年
- 爆転シュート ベイブレード - 原画（18話）
- グラップラー刃牙 - 原画
- 機動天使エンジェリックレイヤー - 原画（2話、13話、17話、19話、23話、25話）

2002年
- ラーゼフォン - 作画監督補佐（12話、21話、23話、24話、25話、26話）、原画（21話）、第一原画（5話、8話、10話、12話、17話、19話、23話、24話、25話）、第二原画（1話、3話、4話、5話、6話、7話、8話、11話、12話、14話、20話、23話、26話）、動画（1話、12話）
- OVERMANキングゲイナー（2002年 - 2003年） - 原画（14話）
- 真・女神転生Dチルドレン ライト&ダーク（2002年 - 2003年） - 原画（37話）

2003年
- 魔法遣いに大切なこと - 原画（2話）
- WOLF'S RAIN  - 作画監督（20話）、原画（4話、10話）、第二原画（12話、21話）
- スクラップド・プリンセス - 作画監督（16話、20話）、原画（16話、20話、24話、OP）
- 鋼の錬金術師（2003年 - 2004年） - 原画（7話、13話）

2004年
- 絢爛舞踏祭 ザ・マーズ・デイブレイク - 作画監督（1話、5話、13話、18話、24話）、作画協力（25話）、原画（9話、13話、24話、26話、OP）
- KURAU Phantom Memory -  原画（15話）

2005年
- 交響詩篇エウレカセブン（2005年 - 2006年） - 作画監督（2話、9話、18話、26話、33話、35話、42話、48話、50話）、原画（1話、9話、14話、26話、35話、48話、50話、OP4）

2006年
- 桜蘭高校ホスト部 - 作画監督・原画・衣装デザイン（13話）、原画（19話）
- 天保異聞 妖奇士（2006年 - 2007年） - 原画（1話、3話、7話、12話、18話、21話、24話、OP2）

2014年
- ガンダム Gのレコンギスタ - デザインワークス、キャラ作画監督（1話）

2015年
- Classroom☆Crisis - 総作画監督

2016年
- SHOW BY ROCK!!# - 原画（12話）

2021年
- NOMAD メガロボクス2 - キャラクターデザイン

2023年
- シャングリラ・フロンティア - キャラクターデザイン・総作画監督

### 劇場アニメ
2002年
- Piaキャロットへようこそ!! -さやかの恋物語- -  作画監督補

2003年
- ラーゼフォン 多元変奏曲 - 作画監督、原画

2011年
- トワノクオン - 作画監督

2012年
- 伏 鉄砲娘の捕物帳 - 作画監督

2017年
- 夜明け告げるルーのうた - 原画
- 交響詩篇エウレカセブン ハイエボリューション1 - キャラクター作画監督

2018年
- ANEMONE/交響詩篇エウレカセブン ハイエボリューション - サブキャラクターデザイン、キャラクター総作画監督

2019年
- 劇場版『Gのレコンギスタ I』「行け！コア・ファイター」 - デザインワークス

2020年
- 劇場版『Gのレコンギスタ II』「ベルリ 撃進」 - デザインワークス

2021年
- 劇場版『Gのレコンギスタ III』「宇宙からの遺産」 - デザインワークス
- EUREKA/交響詩篇エウレカセブン ハイエボリューション - 原画

2022年
- 劇場版『Gのレコンギスタ IV』「激闘に叫ぶ愛」 - デザインワークス
- 劇場版『Gのレコンギスタ V』「死線を越えて」 - デザインワークス

### Webアニメ
2008年
- 亡念のザムド - キャラクターデザイン・作画監督（OP、ED、1話、2話、4話、9話、12話（共同））、OP原画

2018年
- DEVILMAN crybaby - キャラクターデザイン・作画協力、原画（10話）、第二原画（5話、8話）、特別EDアニメーション作画協力

2025年
- リヴァイアサン - キャラクターデザイン